# إنغريد فارغاس كالفو
إنغريد فارغاس كالفو (بالإسبانية: Ingrid Esperanza Várgas Calvo)‏ مواليد 27 ديسمبر 1989 في بيرو، هي لاعبة كرة مضرب بيروفية. أعلى تصنيف لها في الفردي كان 487. أعلى تصنيف لها في الزوجي كان 671.

## النهائيات

### الفردي (0–1)
| الحصيلة | الرقم | التاريخ      | الدورة           | الأرضية | المنافس           | النتيجة  |
| ------- | ----- | ------------ | ---------------- | ------- | ----------------- | -------- |
| الوصافة | 1.    | 9 يوليو 2007 | بوغوتا، كولومبيا | ترابية  | فيكي نونيز فوينتس | 5–7, 2–6 |

## روابط خارجية
- إنغريد فارغاس كالفو على موقع رابطة محترفات التنس (الإنجليزية)
- إنغريد فارغاس كالفو على موقع الاتحاد الدولي لكرة المضرب (الإنجليزية)
- إنغريد فارغاس كالفو على موقع كأس بيلي جين كينغ (الإنجليزية)
- إنغريد فارغاس كالفو على موقع خلاصة التنس.كوم (الإنجليزية)